# Jin Boyang
Jin Boyang (Chinees: 金博洋; Harbin, 3 oktober 1997) is een Chinees kunstschaatser. Hij is vijfvoudig Chinees kampioen en vertegenwoordigde zijn vaderland op de Olympische Winterspelen 2018 in Pyeongchang. Hier werd hij vierde bij de mannen.

## Biografie
Jin groeide op in een sportieve familie: zijn ouders waren beiden als hardlopers actief op de middellange en lange afstanden. Toen hij jong was, nam zijn moeder hem in de zomer mee naar een ijsshow van kunstschaatskampioenen Shen Xue en Zhao Hongbo in zijn geboortestad Harbin. Dat maakte indruk op Jin en toen hij zevenenhalf jaar oud was, begon hij met kunstschaatsen. Zijn favoriete schaatser is Aleksej Jagoedin, vanwege diens goede sprongen. Daarnaast kijkt hij op tegen Jevgeni Pljoesjtsjenko en Shen/Zhao.
Zijn eigen carrière ging langzaam van start. Als kind had hij vooral aanleg voor de dansbewegingen, maar pas vanaf 2012 of 2013 begon hij naar eigen zeggen ook beter te springen. Anno 2016 wordt Jin in interviews vooral geroemd om zijn goede sprongen. Hij nam drie keer deel aan de wereldkampioenschappen voor junioren. Jin won in 2014 de Junior Grand Prix-finale en veroverde bij de WK junioren 2015 zilver. De vijfvoudig Chinees kampioen bemachtigde in 2016 zilver bij de viercontinentenkampioenschappen, werd in 2017 vijfde en won in 2018 goud. In 2019 voegde hij hier een zilveren medaille aan toe, in 2020 werd hij vierde op dit kampioenschap. Bij zijn deelnames aan de wereldkampioenschappen won Jin de bronzen medaille in 2016 en 2017, in de drie erop volgende WK's werd hij 19e (2018), 5e (2019) en 22e (2021). Hij vertegenwoordigde zijn vaderland op de Olympische Winterspelen in Pyeongchang en werd er vierde bij de mannen.

## Persoonlijke records
Behaald tijdens ISU-wedstrijden. 
|                     | punten | datum      | toernooi         |
| ------------------- | ------ | ---------- | ---------------- |
| Hoogste totaalscore | 273.51 | 09-02-2019 | 4CK              |
| Hoogste korte kür   | 101.09 | 13-09-2019 | Lombardia Trophy |
| Hoogste vrije kür   | 181.34 | 09-02-2019 | 4CK              |

## Belangrijke resultaten
| Kampioenschap                                                                | 10/11 | 11/12 | 12/13 | 13/14 | 14/15  | 15/16         | 16/17         | 17/18         | 18/19         | 19/20         | 20/21         |
| ---------------------------------------------------------------------------- | ----- | ----- | ----- | ----- | ------ | ------------- | ------------- | ------------- | ------------- | ------------- | ------------- |
| Olympische Spelen                                                            |       |       |       |       |        |               |               | 4e            |               |               |               |
| Wereldkampioenschap                                                          |       |       |       |       |        | Brons         | Brons         | 19e           | 5e            | *             | 22e           |
| Viercontinentenkampioenschap                                                 |       |       |       |       |        | Zilver        | 5e            | Goud          | Zilver        | 4e            | *             |
| Aziatische Spelen                                                            |       |       |       |       |        |               | Zilver        |               |               |               |               |
| Grand Prix-finale                                                            |       |       |       |       |        | 5e            |               | t.z.t.        |               | 5e            |               |
| Nationaal kampioenschap                                                      | 6e    | 4e    | Brons | Goud  | Goud   | Goud          | Goud          | t.z.t.        | Goud          |               |               |
| WK junioren                                                                  |       |       | 4e    | 6e    | Zilver | geen deelname | geen deelname | geen deelname | geen deelname | geen deelname | geen deelname |
| Junior Grand Prix-finale                                                     |       |       | 5e    | Goud  | 4e     | geen deelname | geen deelname | geen deelname | geen deelname | geen deelname | geen deelname |
| t.z.t. = trok zich terug / * Afgelast naar aanleiding van de coronapandemie. |       |       |       |       |        |               |               |               |               |               |               |